# Dmitri Sinitsyn
Dmitri Vladímirovich Sinitsyn –en ruso, Дмитрий Владимирович Синицын– (29 de octubre de 1973) es un deportista ruso que compitió en esquí en la modalidad de combinada nórdica. Ganó dos medallas de bronce en el Campeonato Mundial de Esquí Nórdico de 1999, en el trampolín normal + 15 km individual y la prueba por equipo.

## Palmarés internacional
| Campeonato Mundial | Campeonato Mundial | Campeonato Mundial | Campeonato Mundial       |
| Año                | Lugar              | Medalla            | Prueba                   |
| ------------------ | ------------------ | ------------------ | ------------------------ |
| 1999               | Ramsau (Austria)   | Medalla de bronce  | TN + 15 km individual    |
| 1999               | Ramsau (Austria)   | Medalla de bronce  | TN + 4 × 5 km por equipo |